# Celenza sul Trigno
Celenza sul Trigno – miejscowość i gmina we Włoszech, w regionie Abruzja, w prowincji Chieti.
Według danych na rok 2004 gminę zamieszkiwały 1093 osoby, 49,7 os./km².